# Hanwha galleria
Hanwha Galleria is een Zuid-Koreaanse luxe warenhuisketen van het Hanwha-chaebol. De keten heeft vier vestigingen onder deze naam en nog één vestiging onder de naam Hanwha Galleria Timeworld. In 2014 was de totale omzet van de Hanwha Galleria 339 miljoen Amerikaanse dollar en voor Hamwha Galleria Timeworld 152 miljoen Amerikaanse dollar.
Op 27 november 1980 werd het warenhuis Dongyang Department Store opgericht in het Dunsan district in Daejeon. In 1996 werd het warenhuis genoteerd naar de beurs van Seoel. Op 11 januari 2000 werd de naam gewijzigd in Galleria Timeworld, hetgeen werd gevierd met een grote opening op 25 februari 2000. Op 1 april 2007 wijzigde de naam in Hanwha Timeworld. Het is het grootste warenhuis van Zuid-Korea met veel luxe merken zoals Louis Vuitton en Gucci. Het warenhuis herbergt ook een theater, cultureel centrum en sportcentrum.
In Seoel werd in 1990 de Galleria Luxury Hall geopend, bestaande uit de Luxury Hall East en de Luxury Hall West. In 2004 werd de Luxury Hall West gerenoveerd en werd een nieuwe gevel geplaatst naar een ontwerp van de Nederlandse architect Ben van Berkel. In 2005 werd een levensmiddelafdeling onder de naam Gourmet Emporium geopend. Er zijn daarnaast nog vestigingen in Cheonan (sinds 2010), Suwon (sinds 1995) en Jinju.
Op 2 maart 2020 werd een nieuw filiaal geopend in Gwanggyo. Het heeft een totale oppervlakte van 150.000 m² waarvan 73.000 m² in gebruik is als winkeloppervlakte van de kelder tot en met de 12e verdieping. De buitenkant van het gebouw ziet er rotsachtig uit door het gebruik van 14 verschillende soorten graniet en heeft raampartijen in de vorm van prisma's. Het ontwerp van het pand is van OMA van Rem Koolhaas.